# Olympische Sommerspiele 1996/Teilnehmer (Thailand)
| Gelbes Symbol für Goldmedaillen mit stilisierten Olympischen Ringen | Graues Symbol für Silbermedaillen mit stilisierten Olympischen Ringen | Braundes Symbol für Bronzemedaillen mit stilisierten Olympischen Ringen |
| ------------------------------------------------------------------- | --------------------------------------------------------------------- | ----------------------------------------------------------------------- |
| 1                                                                   | —                                                                     | 1                                                                       |

Thailand nahm an den Olympischen Sommerspielen 1996 in Atlanta, USA, mit einer Delegation von 37 Sportlern (25 Männer und zwölf Frauen) teil.

## Medaillengewinner
Mit je einer gewonnenen Gold- und Bronzemedaille belegte das thailändische Team Platz 47 im Medaillenspiegel.

### Gold
| Name            | Sportart | Wettkampf    |
| --------------- | -------- | ------------ |
| Somluck Kamsing | Boxen    | Federgewicht |

### Bronze
| Name          | Sportart | Wettkampf     |
| ------------- | -------- | ------------- |
| Khadpo Vichai | Boxen    | Bantamgewicht |

## Teilnehmer nach Sportarten

### Badminton
- Kitipon Kitikul
Einzel: 17. Platz

- Pramote Teerawiwatana
Doppel: 9. Platz

- Sakrapee Thongsari
Doppel: 9. Platz

- Khunakorn Sudhisodhi
Doppel: 17. Platz

- Siripong Siripool
Doppel: 17. Platz

- Pornsawan Plungwech
Frauen, Einzel: 9. Platz

- Jaroensiri Somhasurthai
Frauen, Einzel: 17. Platz

### Boxen
- Somrot Kamsing
Halbfliegengewicht: 5. Platz

- Phamuansak Phasuwan
Fliegengewicht: 17. Platz

- Khadpo Vichai
Bantamgewicht: Bronze

- Somluck Kamsing
Federgewicht: Gold

- Phongsit Veangviact
Leichtgewicht: 5. Platz

- Parkpoom Jangphonak
Weltergewicht: 17. Platz

### Gewichtheben
- Nopadol Wanwang
II. Schwergewicht: 17. Platz

### Judo
- Pitak Kampita
Schwergewicht: 21. Platz

### Leichtathletik
- Sayan Namwong
4 × 100 Meter: Vorläufe

- Worasit Vechaphut
4 × 100 Meter: Vorläufe

- Kongdech Natenee
4 × 100 Meter: Vorläufe

- Ekkachai Janthana
4 × 100 Meter: Vorläufe

- Sunisa Kawrungruang
Frauen, 4 × 100 Meter: Vorläufe

- Kwuanfah Inchareon
Frauen, 4 × 100 Meter: Vorläufe

- Savitree Srichure
Frauen, 4 × 100 Meter: Vorläufe

- Supaporn Hubson
Frauen, 4 × 100 Meter: Vorläufe

### Schießen
- Jakkrit Panichpatikum
Luftpistole: 29. Platz
Freie Scheibenpistole: 43. Platz

- Surin Klomjai
Luftpistole: 50. Platz
Freie Scheibenpistole: 40. Platz

- Jarintorn Dangpiam
Frauen, Luftgewehr: 29. Platz
Frauen, Kleinkaliber, Dreistellungskampf: 30. Platz

### Schwimmen
- Torlarp Sethsothorn
200 Meter Freistil: 33. Platz
400 Meter Freistil: 19. Platz
1500 Meter Freistil: 16. Platz
4 × 100 Meter Lagen: 22. Platz

- Dulyarit Phuangthong
100 Meter Rücken: 38. Platz
200 Meter Rücken: 26. Platz
4 × 100 Meter Lagen: 22. Platz

- Ratapong Sirasanont
100 Meter Brust: 26. Platz
200 Meter Brust: 20. Platz
200 Meter Lagen: 15. Platz
400 Meter Lagen: 12. Platz
4 × 100 Meter Lagen: 22. Platz

- Niti Intharapichai
200 Meter Schmetterling: 33. Platz
4 × 100 Meter Lagen: 22. Platz

- Ravee Intporn-Udom
Frauen, 200 Meter Freistil: 31. Platz
Frauen, 400 Meter Freistil: 26. Platz
Frauen, 800 Meter Freistil: 23. Platz

- Praphalsai Minpraphal
Frauen, 100 Meter Rücken: 21. Platz
Frauen, 200 Meter Rücken: 30. Platz
Frauen, 100 Meter Schmetterling: 28. Platz
Frauen, 200 Meter Schmetterling: 25. Platz
Frauen, 200 Meter Lagen: 34. Platz
Frauen, 400 Meter Lagen: 27. Platz

### Segeln
- Arun Homraruen
Windsurfen: 21. Platz

### Tennis
- Benjamas Sangaram
Frauen, Doppel: 5. Platz

- Tamarine Tanasugarn
Frauen, Doppel: 5. Platz

### Wasserspringen
- Suchat Pichi
Kunstspringen: 34. Platz
Turmspringen: 29. Platz

- Sukrutai Tommaoros
Frauen, Turmspringen: 33. Platz